# Магазова Анастасія Володимирівна
Анастасія Володимирівна Магазова (нар. у м. Сімферополь) — українська журналістка. У сферу журналістських інтересів входять конфліктні регіони пострадянського простору та українсько-німецькі відносини.

## Біографічні відомості
Закінчила Таврійський національний університет імені Володимира Вернадського. Після окупації Кримського півострова проживала у Києві, Львові та Бонні. З 2019 року мешкає у Берліні, де навчиється в магістратурі Вільного університету Берліна.
Також навчалася у Школах журналістики Мюнхена та Берліна. 
Працювала кореспондентом Deutsche Welle, газети Die Tageszeitung та Radio Free Europe/Radio Liberty.
Отримала кілька професійних відзнак за висвітлення подій на Донбасі.